# Habřina
Habřina (německy Habrina) je obec v okrese Hradec Králové v Královéhradeckém kraji. Žije zde 315 obyvatel.

## Historie
První písemná zmínka o obci pochází z roku 1357.

## Přírodní poměry
Vesnice stojí ve Východolabské tabuli a severně od ní se nachází přírodní památka Vražba.

## Obyvatelstvo
| Rok            | 1869 | 1880 | 1890 | 1900 | 1910 | 1921 | 1930 | 1950 | 1961 | 1970 | 1980 | 1991 | 2001 | 2011 | 2021 |
| -------------- | ---- | ---- | ---- | ---- | ---- | ---- | ---- | ---- | ---- | ---- | ---- | ---- | ---- | ---- | ---- |
| Počet obyvatel | 563  | 635  | 661  | 574  | 585  | 565  | 514  | 323  | 279  | 272  | 227  | 219  | 225  | 310  | 322  |
| Počet domů     | 85   | 91   | 90   | 89   | 98   | 98   | 102  | 101  | 90   | 88   | 80   | 94   | 106  | 123  | 126  |

## Obecní symboly
Znak a vlajka byly obci uděleny rozhodnutím předsedy Poslanecké sněmovny Parlamentu České republiky dne 11. dubna 2008.

## Pamětihodnosti
- Severně od vesnice se dochovaly zbytky dvou hradů. Starším z nich byla Vražba ze třináctého století, kterou ve čtrnáctém století nahradil výstavnější hrad Rotemberk.[7] Přímo ve vesnici se nachází tvrziště po habřinské tvrzi, která zanikla nejspíše během 15. století.[8] Všechny tři lokality jsou souhrnně chráněny jako jediná kulturní památka.[9]
- Kostel svatého Václava na Chloumku
- Lávka přes potok Hustiřanka

## Galerie

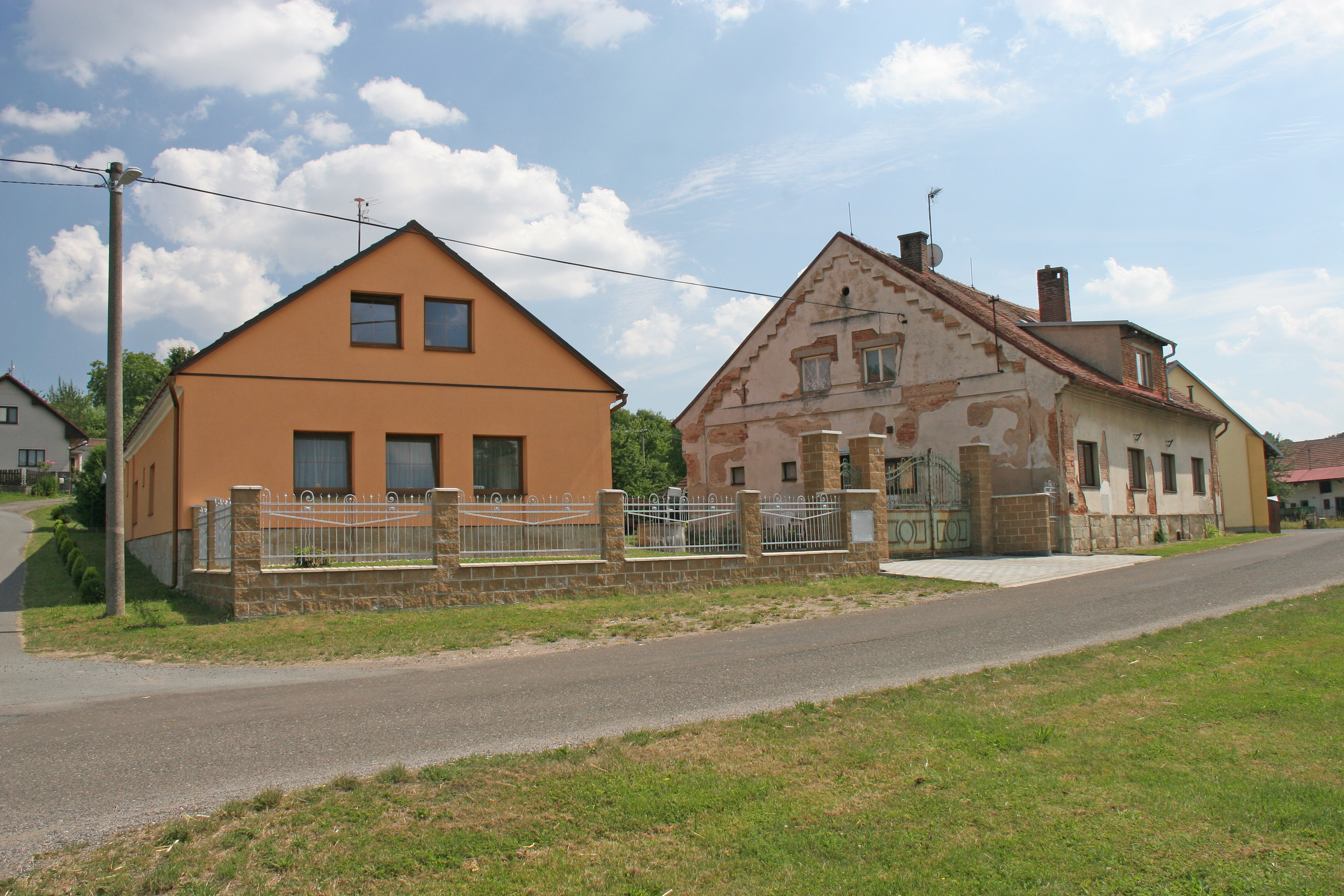
Stavení čp.14
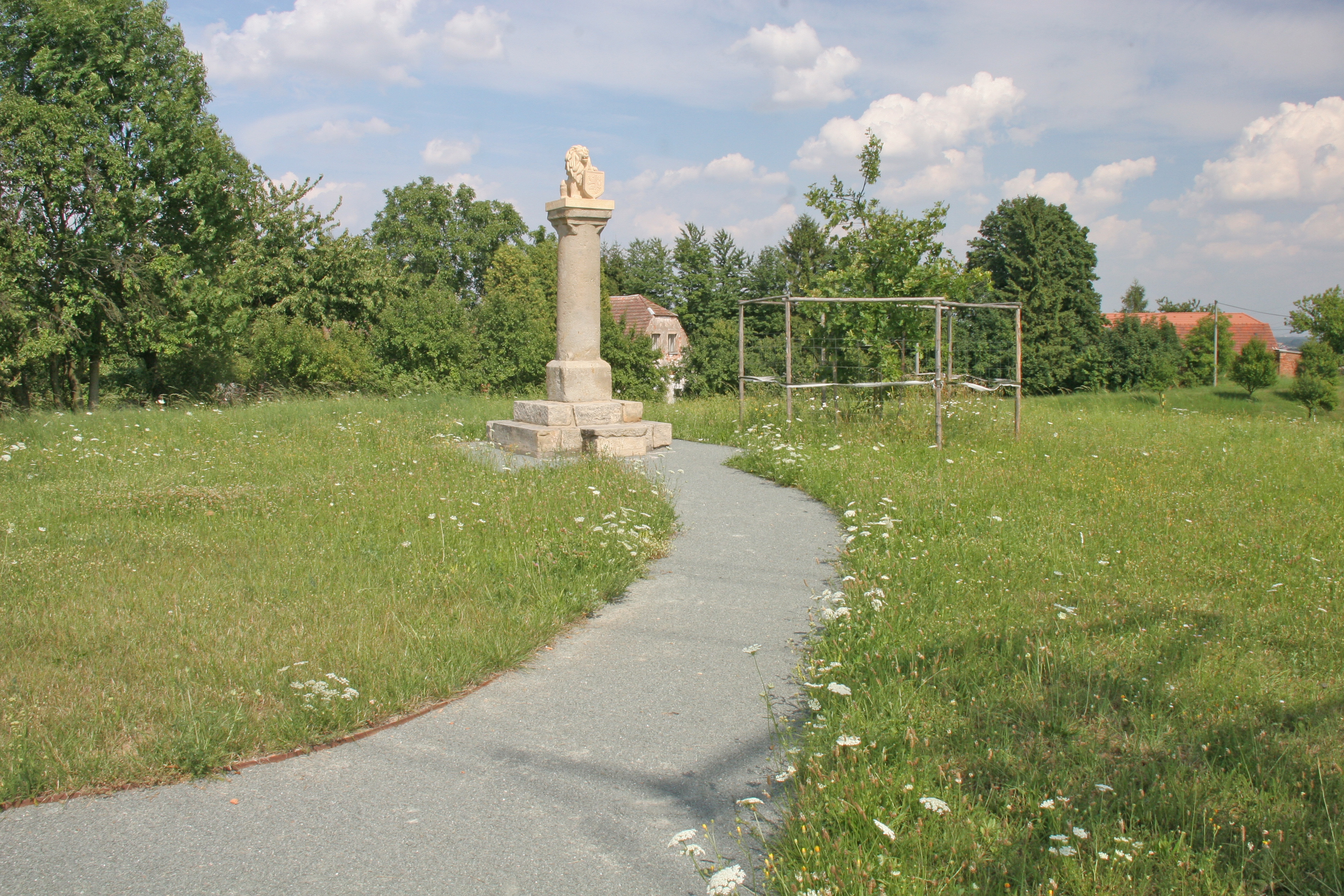
Pomník padlých